# Johann Wilhelm Welker
Johann Wilhelm Welker (* 22. März 1870 in Bochum; † 3. Mai 1962 in Duisburg) war ein deutscher Manager.

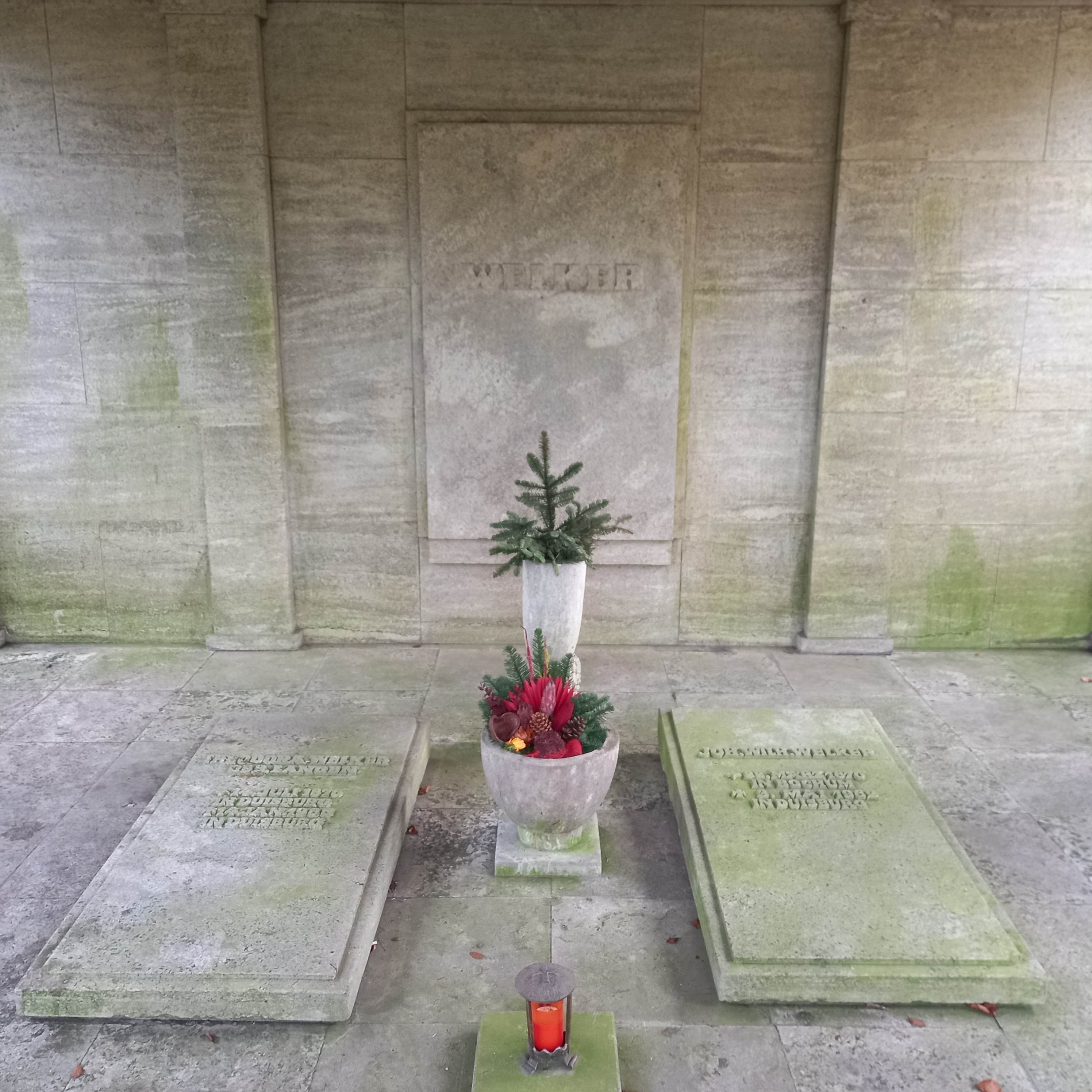
Das Grab von Johann Wilhelm Welker und seiner Ehefrau Theodora geborene Langen auf dem Waldfriedhof Duisburg

## Biografie
Der am 22. März 1870 in Bochum geborene Johann W. Welker arbeitete nach dem Besuch des Gymnasiums zunächst ein Jahr im Bergbau unter Tage. Danach absolvierte er eine Kaufmannslehre in der Bochumer Kohlengroßhandlung Wilhelm Kracht. Nach dem Militärdienst trat er als 19-Jähriger in die Kohlengroßhandlung und Reederei Piepmeyer & Oppenhorst in Frankfurt am Main ein. Im Herbst 1894 beauftragte ihn die Geschäftsleitung, eine Zweigniederlassung in Duisburg aufzubauen. Er übernahm auch deren Leitung und wurde später Anteilseigner. 
Im April 1917 wechselte er zur OHG Franz Haniel & Co. Im Juni 1917 wurde er Generaldirektor der neu gegründeten Franz Haniel & Cie. Dieses Amt bekleidete er bis 1944. In diesem Jahr legte er es anlässlich seines 75. Geburtstags zum 1. April nieder. 1957 übernahm er auf Wunsch der Familie Haniel den Vorsitz des Aufsichtsrats. Er stärkte und vergrößerte den Kohlenhandel von Haniel und erweiterte die Reederei um den Rhein-See-Verkehr. Unter seiner Leitung begann das Unternehmen mit Eisen-, Düngemittel- und Grubenholzhandel. 1927 gründete er den so genannten Welker-Fonds, um unverschuldet in Not geratene Betriebsangehörige zu unterstützen. Bis 1933 war er Mitglied des Verwaltungsrats der Deutschen Reichsbahn-Gesellschaft.
Während des Dritten Reichs gelang es dem gläubigen Katholiken, die Firma Haniel weitgehend vom Einfluss der Nationalsozialisten freizuhalten. Seine Distanz zum Regime war bekannt. Obwohl er nicht der NSDAP beitrat, hatte er auch während des Dritten Reichs hohe Ämter in Wirtschaftsverbänden inne und übte zahlreiche Ehrenämter aus. 1924 wurde er Vorstandsvorsitzender des Vereins zur Wahrung der Rheinschiffahrtsinteressen und der Schifferbörse in Ruhrort. Später leitete er auch die Reichsverkehrsgruppe Binnenschiffahrt (1935–1945) und wurde Mitglied der Zentralkommission für die Rheinschifffahrt. 1905 trat er der Duisburger Industrie- und Handelskammer bei, die ihn 1930 als Nachfolger von Paul Reusch zum Vorsitzenden wählte. Dieses Amt behielt er bis 1944. Damit war Johann W. Welker der einzige Handelskammervorsitzende im nationalsozialistischen Deutschland, der nicht Parteimitglied war. Im Herbst 1934 übernahm er den Vorsitz des Zentralvereins für Deutsche Binnenschiffahrt in Berlin. Im selben Jahr ernannte man Welker zum Ratsherren der Stadt Duisburg.
Johann W. Welker starb am 3. Mai 1962 im Alter von 92 Jahren in Duisburg. Seit 1897 war er mit Dora Langen (1876–1965) verheiratet gewesen. Das Ehepaar vermachte der Stadt Duisburg eine wertvolle Gemäldesammlung, die im Wilhelm Lehmbruck Museum aufbewahrt wird. Die Welkers gründeten zudem eine Stiftung, mit deren Hilfe ein Altenheim errichtet werden sollte. Am 22. März 1970, dem 100. Geburtstag von Johann W. Welker, wurde die Welker-Stiftung in Duisburg feierlich eröffnet.

## Auszeichnungen und Ehrungen
Die Philosophische Fakultät der Universität Köln verlieh ihm am 6. Oktober 1927 den Ehrendoktortitel. 1952 erhielt er das Große Verdienstkreuz der Bundesrepublik Deutschland. Nach Welker ist das Johann-Welker-Schiff, ein Binnenschiffstyp, benannt.